# Gruppo MTN
Il Gruppo MTN (MTN Group), da Mobile Telephone Networks, è una multinazionale sudafricana di telefonia mobile che opera in diversi stati africani e del Medio Oriente. Dal 2007, dopo l'acquisizione di Investcom, MTN è attiva in venti paesi, nove dei quali di erano serviti da Investcom.
Paesi dove è attiva MTN:
- Afghanistan (Investcom),
- Benin (Investcom),
- Botswana (Botswana Mascom),
- Camerun (MTN Cameroon),
- Costa d'Avorio (MTN Costa D'Avorio),
- Ghana (Investcom),
- Guinea (Investcom),
- Guinea-Bissau (Investcom),
- Iran (MTN Irancell),
- Liberia (Investcom),
- Nigeria (MTN Nigeria),
- Repubblica del Congo (MTN Congo),
- Ruanda (MTN Ruanda),
- Siria (Investcom)
- Sudafrica (MTN Sudafrica)
- Sudan (Investcom)
- Swaziland (MTN Swaziland)
- Uganda (MTN Uganda)
- Yemen (Investcom)
- Zambia (MTN Zambia).

Il presidente ed amministratore delegato di MTN è Phuthuma Nhleko.
MTN è stata la società finanziatrice della competizione calcistica CAF Champions League dal 2005 al 2008.
La totalità del capitale azionario di MTN Cyprus (Cipro) è stato acquisito, nel mese di settembre 2018, dall'operatore Monaco Telecom, a sua volta controllato da NJJ Holding di Xavier Niel e rinominato in epic nel mese di giugno del 2019.